# Gérgeri
Gérgeri (grec moderne : Γέργερη) est une ville de Crète, en Grèce. Elle se situe dans le sud de l'île, dans le nome d'Héraklion, au nord de la plaine de la Messará. Gérgeri compte 1506 habitants.
Elle était avant 2010 le siège de l'ancien dème de Rouvas, devenu un district municipal du nouveau dème de Gortyne.